# 汉娜·卡尼
汉娜·卡尼（英語：Hannah Kearney，1986年2月26日—），美国女子自由式滑雪运动员。她曾代表美国参加2006年、2010年和2014年冬季奥林匹克运动会自由式滑雪比赛，获得一枚金牌和一枚铜牌。